# ガチバンシリーズ
『ガチバン』（英語: GACHI-BAN）シリーズは、日本のヤンキーアクション映画シリーズ。2008年から映画、オリジナルビデオ合わせて23作品が製作されている。歴代主演を窪塚俊介、佐野和真、窪田正孝、荒井敦史、柾木玲弥、陳内将が務めている。その他に、『闇金ドッグス』9作品、『我妻アベル』シリーズ4作品が製作されている。

## ガチバン歴代作品リスト
|    | タイトル                   | 主演                         | 監督       | 劇場公開日     | リリース       |
| -- | -------------------------- | ---------------------------- | ---------- | -------------- | -------------- |
| 1  | ガチバン                   | 窪塚俊介                     | 城定秀夫   | 2008年7月19日  |                |
| 2  | ガチバンII 最凶決戦        | 窪塚俊介                     | 元木隆史   | -              | 2008年12月26日 |
| 3  | ガチバンIII 武闘宣戦       | 佐野和真                     | 元木隆史   | -              | 2009年4月17日  |
| 4  | ガチバンIV 最狂戦争        | 佐野和真                     | 元木隆史   | -              | 2009年7月17日  |
| 5  | ガチバンV 竜虎炎上         | 佐野和真                     | 西海謙一郎 | -              | 2009年9月18日  |
| 6  | ガチバンVI 野獣降臨        | 佐野和真                     | 西海謙一郎 | -              | 2009年11月20日 |
| 7  | ガチバンMAX                | 窪田正孝                     | 元木隆史   | 2010年8月14日  |                |
| 8  | ガチバンMAX2               | 窪田正孝                     | 元木隆史   | 2010年8月21日  |                |
| 9  | ガチバン アルティメット    | 佐野和真・窪田正孝           | 渡辺武     | 2004年3月12日  |                |
| 10 | ガチバン MAXIMUM           | 窪田正孝                     | 元木隆史   | -              | 2011年6月3日   |
| 11 | ガチバン アルティメイタム  | 佐野和真・窪田正孝           | 元木隆史   | 2011年8月6日   |                |
| 12 | ガチバン アルティメイタム2 | 佐野和真・窪田正孝           | 元木隆史   | 2011年9月10日  |                |
| 13 | ガチバン SUPER MAX         | 窪田正孝                     | 権野元     | 2012年3月31日  |                |
| 14 | ガチバン WORST MAX         | 窪田正孝                     | 元木隆史   | 2012年9月1日   |                |
| 15 | ガチバン TRIBAL            | 荒井敦史                     | 元木隆史   | 2012年9月29日  |                |
| 16 | ガチバン スプレマシー      | 佐野和真・窪田正孝           | 元木隆史   | 2013年4月13日  |                |
| 17 | ガチバン スプレマシー2     | 佐野和真・荒井敦史           | 元木隆史   | 2013年5月18日  |                |
| 18 | ガチバン エクスペンデット  | 佐野和真                     | 元木隆史   | 2013年10月19日 |                |
| 19 | ガチバンZ 代理戦争         | 柾木玲弥                     | 元木隆史   | 2013年11月9日  |                |
| 20 | ガチバン クロニクル        | 佐野和真・窪田正孝・荒井敦史 | 元木隆史   | 2014年3月22日  |                |
| 21 | ガチバン ULTRA MAX         | 窪田正孝                     | 元木隆史   | 2014年4月12日  |                |
| 22 | ガチバン NEW GENERATION    | 陳内将                       | 元木隆史   | 2015年1月31日  |                |
| 23 | ガチバン NEW GENERATION2   | 陳内将                       | 元木隆史   | 2015年2月14日  |                |

### ガチバン
2008年7月19日劇場公開。窪塚俊介主演。監督:城定秀夫。
窪塚俊介主演のヤンキー映画。生まれながらに喧嘩の強い拓海（窪塚俊介）は、古沢（南圭介）と三上の3人で“三羽カラス”として恐れられていた。中学を卒業し、別々の高校に進んだ3人は、それぞれの学校で番長になると誓いを立てるが、拓海の通う衣笠高校には停学中の最強の不良・城島（深水元基）が帰ってきて……。
出演
- 八重樫拓海：窪塚俊介
- 城島秀人：深水元基
- 北白川アヤ：秋山奈々
- 沢村亮：南圭介
- 古田真也：沖原一生
- 出口大河：松浦祐也
- 町中華の女将：荒井美恵子
- 衣笠高校生徒：吉岡睦雄
- 拓海の精子：佐藤二朗
- 拓海の母：伊佐山ひろ子

スタッフ
- 監督：城定秀夫
- 製作：永森裕二、前田茂司
- プロデューサー：向井達矢
- アシスタントプロデューサー：飯塚達介
- キャスティングプロデューサー：伊東雅子
- 脚本：イケタニマサオ、城定秀夫
- 撮影：長谷川卓也
- 照明：松隅信一
- 美術：松塚隆史
- 録音：武市英生
- 効果／整音：小宮元
- 音楽：タルイタカヨシ
- 助監督：伊藤一平
- 制作担当：板井茂樹
- 監督助手：高杉考宏、富田大策
- メイク：清水美穂
- スタイリスト：杉本京加
- スチール：Taka Koike
- 制作主任：中村元
- 制作進行：梅田北斗、杉岡知哉
- スタントコーディネート：辻井啓伺、森崎えいじ
- 題字：鎌田隆
- 企画協力：深水善道
- 衣装協力：学生ショップ一番街
- 企画 - WalaU
- 制作 - 楽映舎
- 製作 - AMGエンタテインメント、楽映舎

### ガチバンII 最凶決戦
2008年12月26日DVD発売。窪塚俊介主演。監督:元木隆史。
名だたる不良たちを倒してヤンキー軍団「ぶらっくドクロ団」の団長となった衣笠高校の八重樫拓海（窪塚俊介）。3年生に進級し自身の将来を考えるようになった拓海は、留年した大河に団長の座を譲ることを決意する。そんな矢先、ぶらっくドクロ団を簡単に潰せるほどの実力を持つという最強の「ヤンキィ」、モリモリモンジこと森紋児（佐野和真）が転校してくる。
出演
- 八重樫拓海：窪塚俊介
- 城島秀人：深水元基
- 北白川アヤ：秋山奈々
- 沢村亮：南圭介
- 古田真也：沖原一生
- 出口大河：松浦祐也
- 森紋児：佐野和真
- 拓海の精子：佐藤二朗
- 拓海の母：伊佐山ひろ子

スタッフ
- 監督：元木隆史
- 製作：永森裕二、前田茂司
- プロデューサー：向井達矢、飯塚達介
- キャスティングプロデューサー：伊東雅子
- 脚本：イケタニマサオ
- 撮影：下元哲
- 照明：代田橋男
- 美術：松塚隆史
- 録音：福田伸
- 音楽：鷹尾勇樹
- 助監督：谷口昌史
- 制作担当：中村元
- 監督助手：大石健太郎、宮崎剛
- 衣装：奥瀬麻美
- メイク：清水美穂
- スチール：Taka Koike
- 制作主任：高田宝重
- スタントコーディネート：辻井啓伺、森崎えいじ
- 企画協力：深水善道、城定秀夫
- 衣装協力：adidas、RESCUE SQUAD、ユニフォームSEIWA、株式会社城屋、BEPROS
- 企画 - WalaU
- 制作 - 楽映舎
- 製作 - AMGエンタテインメント、楽映舎

### ガチバンIII 武闘宣戦
2009年4月17日DVD発売。佐野和真主演。監督:元木隆史。
ヤンキー軍団「ぶらっくドクロ団」の団長の座を拓海から引き継いだ森紋児（佐野和真）は全国制覇を目指すが、すっかりだらけてしまった団員たちに不安を覚える。そんな中、北海道で名を馳せた不良、早乙女怜（中山卓也）が転校してくる。怜の熱い生きざまに触発された紋児と団員たちは、他校の不良たちを次々となぎ倒していくが……。
出演
- 森紋児：佐野和真
- 山本学園ボクシング部 ガフ（雅夫）：脇知弘
- 早乙女怜：中山卓也
- 青山弘：末野卓磨
- 森由加里（紋児の妹）：岡本奈月
- ハルオ（怜の父）：山本竜二
- 金山一彦
- 紋児の母：荒井美恵子
- 紋児の父：風間トオル

スタッフ
- 監督：元木隆史
- 製作：永森裕二
- 企画：前田茂司
- プロデューサー：向井達矢、飯塚達介
- キャスティングプロデューサー：伊東雅子
- 脚本：イケタニマサオ
- 撮影：下元哲
- 照明：代田橋男
- 美術：松塚隆史
- 録音：三澤武徳
- 音楽：鷹尾勇樹
- 整音：増田英己
- 音響効果：丹愛
- 助監督：谷口昌史
- 制作担当：中村元
- スタントコーディネート：森崎えいじ
- 監督助手：寺田明人、宮崎駿
- メイク：堀川なつみ
- スタイリスト：杉本京加
- スチール：池田岳史
- 演技事務：菊池香理
- 制作主任：堀岡健太
- 制作進行：椋樹尚映
- 衣装協力：Black＆White、IKUKO、one after another NICE CLAUP、TRUSSARDI、トミヤアパレル株式会社、PUNK DRUNKERS、ワキタ株式会社、KINJI Used clothing、株式会社城屋、adidas、camomille
- 制作 - 楽映舎
- 製作 - AMGエンタテインメント

### ガチバンIV 最狂戦争
2009年DVD発売。佐野和真主演。監督:元木隆史。
無敵のヤンキー軍団「ぶらっくドクロ団」の団長・森紋児は、全国制覇を目指してケンカに明け暮れる毎日を送っていた。そんなある日、歌舞伎町へと乗り込んだ紋児らは、政宗（タモト清嵐）率いるギャング集団「デルヘル」と遭遇。冷酷な政宗に拳銃を突きつけられてしまい……。
出演
- 森紋児：佐野和真
- 竜哉：波岡一喜
- 政宗（ギャング集団「デルヘル」）：タモト清嵐
- 早乙女怜：中山卓也
- 青山弘：末野卓磨
- ヤクザ：大賀太郎
- 新宿歌舞伎町 赤鯉会大川組若頭 小早川仁：四方堂亘
- 森由加里（紋児の妹）：岡本奈月
- 紋児の母：荒井美恵子
- 紋児の父：風間トオル

スタッフ
- 監督：元木隆史
- 製作：永森裕二
- 企画：前田茂司
- プロデューサー：向井達矢、飯塚達介
- キャスティングプロデューサー：伊東雅子
- 脚本：イケタニマサオ
- 撮影：下元哲
- 照明：代田橋男
- 美術：松塚隆史
- 録音：三澤武徳
- 音楽：鷹尾勇樹
- 整音：増田英己
- 音響効果：丹愛
- 助監督：谷口昌史
- 制作担当：中村元
- スタントコーディネート：森崎えいじ
- 監督助手：寺田明人、宮崎駿
- メイク：堀川なつみ
- スタイリスト：杉本京加
- スチール：池田岳史
- 演技事務：菊池香理
- 制作主任：堀岡健太
- 制作進行：椋樹尚映
- 衣装協力：Black＆White、IKUKO、one after another NICE CLAUP、TRUSSARDI、トミヤアパレル株式会社、WEGO、ワキタ株式会社、KINJI Used clothing、株式会社城屋、camomille
- 制作 - 楽映舎
- 製作 - AMGエンタテインメント

### ガチバンV 竜虎炎上
2009年DVD発売。佐野和真主演。監督:西海謙一郎。
ぶらっくドクロ団を率いて愛知県を制覇した森紋児（佐野和真）。続いて全国制覇を目指す紋児らの前に、修学旅行で名古屋を訪れた関西のヤンキー、赤城万太（松田悟志）率いる猛虎軍団が現われる。一色触発状態の中、ケンカに巻き込まれそうになった万太の幼なじみ・美奈（夏目鈴）を紋児が救う。これをきっかけに急接近する紋児と美奈だったが、美奈に片思い中の万太は大激怒。男のプライドをかけた闘いの火蓋が切られる。
出演
- 森紋児：佐野和真
- 赤城万太（大阪府立川藤高校「猛虎軍団」）：松田悟志
- 早乙女怜：中山卓也
- 青山弘：末野卓磨
- 沢村亮：南圭介
- 難波美奈：夏目鈴
- 森由加里（紋児の妹）：岡本奈月
- 大阪府立川藤高校「猛虎軍団」：大賀太郎
- 紋児の母：荒井美恵子
- 紋児の父：風間トオル

スタッフ
- 監督：元木隆史
- 製作：永森裕二
- 企画：前田茂司
- プロデューサー：向井達矢、飯塚達介
- キャスティングプロデューサー：伊東雅子
- 脚本：イケタニマサオ
- 撮影：下元哲
- 照明：代田橋男
- 美術：山本直輝
- 録音：永口靖
- 音響効果：丹愛
- 音楽：鷹尾勇樹
- 助監督：明山智
- 制作担当：中村元
- スタントコーディネート：辻井啓伺、森崎えいじ
- 監督助手：滑川将人、花輪勇一
- メイク：清水美穂
- スタイリスト：杉本京加
- スチール：池田岳史
- 演技事務：菊池香理
- 制作主任：堀岡健太
- 制作進行：山嵜晋平
- 衣装協力：Black＆White、IKUKO、one after another NICE CLAUP、TRUSSARDI、トミヤアパレル株式会社、PUNK DRUNKERS、ワキタ株式会社、KINJI Used clothing、株式会社城屋、adidas、camomille、OKAMOTO CONDOMS
- 制作 - 楽映舎
- 製作 - AMGエンタテインメント

### ガチバンVI 野獣降臨
2009年DVD発売。佐野和真主演。監督:西海謙一郎。
衣笠高校の番長・森紋児（佐野和真）は、ぶらっくドクロ団の仲間たちとともにケンカに明け暮れる毎日を送っていた。三者面談で新担任の阿南（本宮泰風）から将来について聞かれるも、番長道を突き進むことしか考えられない紋児。そんなある日、少年院から出所したばかりの“クリスタルジョー”こと黒鉄丈（遠藤要）が、衣笠高校にお礼参りにやってくる。
出演
- 森紋児：佐野和真
- 黒鉄丈（クリスタルジョー）：遠藤要
- 青山弘：末野卓磨
- 戦国仕出し 城島秀人：深水元基
- 難波美奈：夏目鈴
- 加藤トモヒロ
- クリスタルジョーの家来：江戸川卍丸
- 衣笠高校 阿南先生（担任）：本宮泰風
- 森由加里（紋児の妹）：岡本奈月
- 紋児の母：荒井美恵子
- 紋児の父：風間トオル

スタッフ
- 監督：西海謙一郎
- 製作：永森裕二
- 企画：前田茂司
- プロデューサー：向井達矢、飯塚達介
- キャスティングプロデューサー：伊東雅子
- 脚本：イケタニマサオ
- 撮影：下元哲
- 照明：代田橋男
- 美術：山本直輝
- 録音：永口靖
- 音響効果：深田晃
- 音楽：鷹尾勇樹
- 助監督：明山智
- 制作担当：中村元
- スタントコーディネート：辻井啓伺、森崎えいじ
- 監督助手：滑川将人、花輪勇一
- メイク：清水美穂
- スタイリスト：杉本京加
- スチール：池田岳史
- 演技事務：菊池香理
- 制作主任：堀岡健太
- 制作進行：山嵜晋平
- エンディング曲「JUNKY STEP」作詞・作曲：佐治朝吉　演奏：ランブルフィッシュ
- 衣装協力：WEGO、Black＆White、one after another、KINJI Used clothing、株式会社城屋、ワキタ株式会社、学生服コード服装、jam pixy、CACTUS
- 制作 - 楽映舎
- 製作 - AMGエンタテインメント

### ガチバンMAX
2010年8月14日劇場公開。ヒューマントラストシネマ渋谷でMAX・MAX2を2週連続単館レイトショー上映。歴代シリーズで主人公を演じた窪塚俊介、佐野和真に代わり、窪田正孝主演。監督:元木隆史。
東京の西の外れに位置する若王子地区で最強と恐れられるヤンキー・黒永勇人（窪田正孝）は、不良道を突き進むべく高校を自主退学。ヤンキーの聖地・渋谷で頂点を極めたという不良の先輩・義男（鈴之助）のもとを訪れるが……。
出演
- 黒永勇人：窪田正孝
- 吉田義男：鈴之助
- 淡路法子（のんのん）：鎌田奈津美
- 和田修平：矢吹卓也
- 苺谷宏（ストロベリーさん）：山口祥行
- 本宮泰風 ※友情出演
- 清水：西村ミツアキ
- 山崎：北代高士
- 石松：加藤良輔
- 杉下晃：藤間宇宙
- 末次世紀（マリリンカラス）：阿部亮平

スタッフ
- 監督・編集：元木隆史
- 製作：永森裕二、藤岡修
- 共同プロデューサー：木村有一、金井隆治
- 企画：前田茂司
- 企画プロデューサー：飯塚達介、北川光秀
- プロデューサー：向井達矢、山村淳史
- キャスティングプロデューサー：伊東雅子
- 脚本：イケタニマサオ
- 撮影：田中一成（J.S.C.）
- 照明：吉角荘介
- 美術：松塚隆史
- 録音：永口靖
- 整音：吉田憲義
- 音響効果：渋谷圭介
- 音楽：鷹尾勇樹
- 制作担当：尾関玄
- スタントコーディネート：辻井啓伺、森崎えいじ
- 監督助手：杉岡知哉、國武俊文
- ヘアメイク：堀川なつみ
- 衣裳：杉本京加
- スチール：池田岳史
- 演技事務：菊池香理
- 制作主任：梅田北斗
- 制作進行：佐藤純也、駒形一樹
- エンディング曲「JUNKY STEP」作詞・作曲：佐治朝吉　演奏：ランブルフィッシュ
- 衣装協力：KINJI Used clothing、jam pixy、LAGUST
- 制作協力：T-REX FILM
- 企画：waraU
- 制作：楽映舎
- 配給：AMGエンタテインメント
- 製作：AMGエンタテインメント、ハピネット

### ガチバンMAX2
2010年8月21日劇場公開。ヒューマントラストシネマ渋谷で『ガチバンMAX』『ガチバンMAX2』を2週連続単館レイトショー上映。窪田正孝主演。監督:元木隆史
渋谷で激闘の末にヤンキー軍団を壊滅させた黒永勇人（窪田正孝）は、義男（鈴之助）やのんのん（鎌田奈津美）と共に歌舞伎町へと拠点を移す。そこでは歌舞伎町高校のヤンキーたちが街を支配しており、金の力でヤクザやホステスを操って悪事の限りを尽くしていた。そんな彼らの横暴が許せずケンカを売る勇人だったが、事態はやがて歌舞伎町全体を揺るがす大事件へと発展していく。
出演
- 黒永勇人：窪田正孝
- 吉田義男：鈴之助
- 淡路法子（のんのん）：鎌田奈津美
- 金子昌司（歌舞伎町高校）：小柳心
- 哀川晃司：松崎裕
- 田原坂俊彦（売春の元締め）：村松利史
- 斎藤工（ホスト） ※友情出演
- 渋江譲二（ホスト） ※友情出演

スタッフ
- 監督・編集：元木隆史
- 製作：永森裕二、藤岡修
- 共同プロデューサー：木村有一、金井隆治
- 企画：前田茂司
- 企画プロデューサー：飯塚達介、北川光秀
- プロデューサー：向井達矢、山村淳史
- キャスティングプロデューサー：伊東雅子
- 脚本：イケタニマサオ
- 撮影：田中一成（J.S.C.）
- 照明：吉角荘介
- 美術：松塚隆史
- 録音：永口靖
- 整音：吉田憲義
- 音響効果：渋谷圭介
- 音楽：鷹尾勇樹
- 制作担当：尾関玄
- スタントコーディネート：辻井啓伺、森崎えいじ
- 監督助手：杉岡知哉、國武俊文
- ヘアメイク：堀川なつみ
- 衣裳：杉本京加
- スチール：池田岳史
- 演技事務：菊池香理
- 制作主任：梅田北斗
- 制作進行：佐藤純也、駒形一樹
- 衣装協力：KINJI Used clothing、jam pixy、LAGUST
- 制作協力：T-REX FILM
- 企画：WalaU
- 制作：楽映舎
- 配給：AMGエンタテインメント
- 製作：AMGエンタテインメント、ハピネット

### ガチバン アルティメット
2011年1月8日劇場公開。佐野和真、窪田正孝W主演。監督: 渡辺武。
先輩の裏切りにより関東中央少年院に入れられた勇人（窪田正孝）は、院内でも変わらず暴れまわっていた。一方、全国制覇を目指す途中で仲間のために少年院に入った紋児（佐野和真）は、その面倒見の良さから少年院のボスに君臨。お互いのヤンキー道を貫く2人はやがて対峙することになるが……。
出演
- 森紋児：佐野和真
- 黒永勇人：窪田正孝
- 釜田清志：内野謙太
- 吉田義男：鈴之助
- 奈良坂篤
- 森由加里（紋児の妹）：岡本奈月
- 難波美奈：夏目鈴

スタッフ
- 監督：渡辺武
- 製作：永森裕二
- 企画：前田茂司
- プロデューサー：向井達矢、飯塚達介
- キャスティングプロデューサー：伊東雅子
- 脚本：イケタニマサオ
- 撮影：下元哲
- 照明：代田橋男
- 美術：松塚隆史
- 録音：吉田憲義
- 編集：難波智佳子
- 音響効果：佐藤祥子
- 音楽：鷹尾勇樹
- 助監督：明山智
- 制作担当：板井茂樹
- スタントコーディネート：辻井啓伺、船山弘一
- 監督助手：杉岡知哉、小林尚希
- ヘアメイク：堀川なつみ
- スタイリスト：杉本京加
- スチール：コイケタカ
- 演技事務：菊池香理
- 制作主任：堀岡健太
- 制作進行：中村元
- 衣装協力：YUME TENBO、camomille
- 制作：楽映舎
- 製作：AMGエンタテインメント

### ガチバン MAXIMUM
2011年6月3日DVD発売。窪田正孝主演。監督:元木隆史。
関東中央少年院での長い刑期を終え、ついに自由の身となった黒永勇人（窪田正孝）は、義男（鈴之助）が働く歌舞伎町の韓流ホストクラブで働きはじめるが、金のために女に媚びることが我慢できず、すぐにやめてしまう。一方、義男は客がつくった借金を背負わされ、地下賭けファイト「闇拳倶楽部」に出場するハメに。そんな義男を救うため、闇拳倶楽部に乗り込む勇人だったが……。
出演
- 黒永勇人：窪田正孝
- 吉田義男：鈴之助
- 油谷潤：長澤奈央
- 本田英雄：伊﨑央登
- 高野八誠

スタッフ
- 監督：元木隆史
- 製作：永森裕二
- 企画：前田茂司
- プロデューサー：向井達矢、飯塚達介
- キャスティングプロデューサー：伊東雅子
- 脚本：イケタニマサオ
- 撮影：下元哲
- 照明：代田橋男
- 美術：松塚隆史
- 録音：日高成幸
- 音響効果：佐藤祥子
- 音楽：鷹尾勇樹
- 整音：吉田憲義
- 助監督：明山智
- 制作担当：堀岡健太
- スタントコーディネート：辻井啓伺、船山弘一
- 監督助手：杉岡知哉、小林尚希
- メイク：堀川なつみ
- スタイリスト：杉本京加
- スチール：コイケタカ
- 演技事務：菊池香理
- 制作主任：
- 制作進行：小牧将人、山口拓也、楊友明
- 衣装協力：KINJI Used clothing、BUFFALO BOBS、LAGUST、VANQUISH、WILDPARTY
- エンディング・テーマ『Jypsy』BY:MiRiO　作詞：MiRiO　作曲：CorNHeaD
- 制作：楽映舎
- 製作：AMGエンタテインメント

### ガチバン アルティメイタム
2011年8月6日劇場公開。佐野和真、窪田正孝W主演。監督:元木隆史。
新宿歌舞伎町でヤクザに囲まれた勇人（窪田正孝）は、金ドクロの皮ベストを着たバイカー集団「ゴールドスカル」の一匹狼・銀次（崎本大海）に助けられる。一方、少年院から出所した紋児（佐野和真）は、自分を少年院送りにした男にかたをつけようと動き出すが、その相手こそが銀次だった。
出演
- 森紋児：佐野和真
- 黒永勇人：窪田正孝
- 大和田銀次：崎本大海
- ヤクザ：小沢和義
- 木村：羽村英

スタッフ
- 監督：元木隆史
- 製作：永森裕二、藤岡修
- 共同プロデューサー：木村有一、金井隆治
- 企画：前田茂司
- 企画プロデューサー：飯塚達介、北川光秀、近藤貴明
- プロデューサー：向井達矢、山村淳史
- キャスティングプロデューサー：伊東雅子
- 脚本：イケタニマサオ
- 撮影：田中一成（J.S.C.）
- 照明：吉角荘介
- 美術：松塚隆史
- 録音：坂上賢治
- 音響効果：Cinema Sound Works
- 音楽：鷹尾勇樹
- 編集：難波智佳子
- 制作担当：尾関玄
- スタントコーディネート：森崎えいじ
- 監督助手：水波圭太、桑島岳大
- ヘアメイク：堀川なつみ
- 衣装：杉本京加
- スチール：コイケタカ、松山陽子
- 演技事務：菊池香理
- 制作主任：今井尚道
- 製作進行：斎藤香織、塩崎竜朗
- 衣装協力：EDWIN、LAGUST、Majestic、DAPS、asics、GROOVY、CHICAGO
- 制作協力：T-REX FILM
- 企画：WalaU
- 制作：楽映舎
- 配給：AMGエンタテインメント
- 製作：AMGエンタテインメント、ハピネット

### ガチバン アルティメイタム2
2011年9月10日劇場公開。佐野和真、窪田正孝W主演。監督:元木隆史。
バイカー集団「ゴールドスカル」の極悪非道な頭・金次（竹財輝之助）が出所し、チームの絆と誇りを汚した「BBBD団」を探し始める。一方、銀次（崎本大海）との死闘で傷ついた紋児（佐野和真）と、紋児を見守る勇人は息を潜めていたが、ゴールドスカルの急襲で紋児の仲間がさらわれてしまう。
出演
- 森紋児：佐野和真
- 黒永勇人：窪田正孝
- 大和田銀次：崎本大海
- 星野あかり
- 木村：羽村英
- 大和田金次：竹財輝之助

スタッフ
- 監督：元木隆史
- 製作：永森裕二、藤岡修
- 共同プロデューサー：木村有一、金井隆治
- 企画：前田茂司
- 企画プロデューサー：飯塚達介、北川光秀、近藤貴明
- プロデューサー：向井達矢、山村淳史
- キャスティングプロデューサー：伊東雅子
- 脚本：イケタニマサオ
- 撮影：田中一成（J.S.C.）
- 照明：吉角荘介
- 美術：松塚隆史
- 録音：坂上賢治
- 音響効果：Cinema Sound Works
- 音楽：鷹尾勇樹
- 選曲：青木信之
- 編集：難波智佳子
- 制作担当：尾関玄
- スタントコーディネート：森崎えいじ
- 監督助手：水波圭太、桑島岳大
- ヘアメイク：堀川なつみ
- 衣装：杉本京加、石原徳子
- スチール：コイケタカ、松山陽子
- 演技事務：菊池香理
- 制作主任：今井尚道
- 製作進行：斎藤香織、塩崎竜朗
- 衣装協力：EDWIN、LAGUST、DAPS、hummelGROOVY、CHICAGO
- 挿入歌『Jypsy』BY:MiRiO　作詞：MiRiO　作曲：CorNHeaD
- 制作協力：T-REX FILM
- 企画：WalaU
- 制作：楽映舎
- 配給：AMGエンタテインメント
- 製作：AMGエンタテインメント、ハピネット

### ガチバン SUPER MAX
2012年3月31日劇場公開。窪田正孝主演。監督:権野元。
歌舞伎町から逃れるようにして北関東の田舎町にたどりついた黒永勇人（窪田正孝）と先輩の義男（鈴之助）は、「飛羅睨悪（ピラニア）」という不良グループに遭遇。一触即発の空気が漂うが、飛羅睨悪の初代ヘッド・天野光圀（やべきょうすけ）が現れてその場を収める。勇人は光圀に敵意を抱きつつも、35歳でも現役のつっぱりを貫く姿に共感も覚える。そんな時、飛羅睨悪の現ヘッド・佐竹（遠藤雄弥）の恋人（近野成美）が別のヤンキー軍団にさらわれてしまう事件が起こり……。
出演
- 黒永勇人：窪田正孝
- 吉田義男：鈴之助
- 飛羅睨悪 初代ヘッド 天野光圀：やべきょうすけ
- 飛羅睨悪 ヘッド 佐竹京平：遠藤雄弥
- みゆき（佐竹の恋人）：近野成美
- 八木菜々花
- 北関東のヤンキー：大賀太郎
- 建設会社社長：森羅万象

スタッフ
- 監督：権野元
- 製作：永森裕二
- 企画：前田茂司
- プロデューサー：向井達矢、飯塚達介
- キャスティングプロデューサー：伊東雅子
- 脚本：イケタニマサオ
- 音楽：野島健太郎
- 撮影：田中一成（J.S.C.）
- 照明：吉角荘介
- 美術：松塚隆史
- 録音：川井崇満
- 音響効果：シネマサウンドワークス
- 編集：恒川岳彦
- スタントコーディネート：辻井啓伺、森崎えいじ
- 助監督：山村淳史
- 制作担当：堀岡健太、板井茂樹
- 監督助手：畑中みゆき、長谷川紀子
- メイク：堀川なつみ
- スタイリスト：杉本京加
- スチール：池田岳史
- 制作主任：尾関玄
- 制作進行：今井尚道
- 演技事務：菊池香理
- エンディングテーマ曲「STAND」marbo
- 衣装協力：KINJI
- 協力：T-REX FILM
- 制作：楽映舎
- 製作：AMGエンタテインメント

### ガチバン WORST MAX
2012年9月1日劇場公開。窪田正孝主演。監督:元木隆史。
怪しげなモデル事務所でカリスマモデル・紅井レオ（荒井敦史）のボディガードをすることになった黒永勇人（窪田正孝）だったが、レオにはモデルとして名をはせる華やかな顔とは別に、闇金融業を生業にする裏の顔があった。「金がこの世を支配する」と言い切るレオは債務者から非情に借金を巻き上げていく。債務者の女性・綿谷三保（尾崎ナナ）に対し、体を売らせて暴力をふるうレオに怒りを覚えた勇人は、三保を助けようとするのだが……。
出演
- 黒永勇人：窪田正孝
- 吉田義男：鈴之助
- 紅井レオ：荒井敦史
- 綿谷三保：尾崎ナナ
- 川村りか
- 宗像大介
- 羽野良太：廣瀬智紀
- オラオラモデル事務所「アーヴァンチャンピオン」社長：永倉大輔
- 金融サービス業「ふぁいなるふぁいなんす」社長：諏訪太朗

スタッフ
- 監督：元木隆史
- 製作：永森裕二、松本浩
- 企画：前田茂司
- プロデューサー：飯塚達介、中山卓也、木之内安代、小松俊喜
- キャスティングプロデューサー：伊東雅子
- アソシエイトプロデューサー：山村淳史
- 脚本：イケタニマサオ
- 原案協力：向井達矢
- 撮影：今井裕二
- 照明：大町昌路
- 美術：松塚隆史
- 録音：山口満大
- 音響効果：西條博介
- 音楽：鷹尾勇樹
- 編集：難波智佳子
- 制作担当：佃謙介
- スタントコーディネート：出口正義
- 肌絵師：田中光司
- 監督助手：杉岡知哉、三浦聖樹
- ヘアメイク：唐沢知子
- 衣装：杉本京加
- スチール：コイケタカ、前田恵、松山陽子
- 演技事務：菊池香理
- 製作進行：中島裕作
- 衣装協力：LAGUST、WILD PARTY、KINJI Used clothing、RHYDEAL
- 制作協力：T-REX FILM
- 企画：WalaU
- 制作：楽映舎
- 配給：AMGエンタテインメント
- 製作：AMGエンタテインメント、メディアファクトリー

### ガチバン TRIBAL
2012年9月29日劇場公開。主演は若手俳優集団「D2」の荒井敦史。監督:元木隆史。
前作「ガチバン WORST MAX」にライバル役として登場した、カリスマモデルと闇金融業者という2つの顔を持つ男・紅井レオ（荒井敦史）を主人公に描く。流浪の最強ヤンキー・黒永勇人に敗れたレオは、モデル事務所にやってきた川崎心愛（佐藤永典）とコンビを組むようになる。レオと心愛は、毎晩のように借金の取立てと売春の斡旋で荒稼ぎをするが、やがてテリトリーを荒らされた暴力団から目をつけられてしまう。
出演
- 紅井レオ：荒井敦史
- ウダタカキ
- 宗像大介
- 羽野良太：廣瀬智紀
- 田所二葉
- オラオラモデル事務所「アーヴァンチャンピオン」社長：永倉大輔
- 金融サービス業「ふぁいなるふぁいなんす」社長：諏訪太朗
- 川崎心愛：佐藤永典

スタッフ
- 監督：元木隆史
- 製作：永森裕二、松本浩
- 企画：前田茂司
- プロデューサー：飯塚達介、中山卓也、木之内安代、小松俊喜
- キャスティングプロデューサー：伊東雅子
- アソシエイトプロデューサー：山村淳史
- 脚本：イケタニマサオ
- 原案協力：向井達矢
- 撮影：今井裕二
- 照明：大町昌路
- 美術：松塚隆史
- 録音：山口満大
- 音響効果：Cinema Sound Works
- 音楽：鷹尾勇樹
- コンポジット：恒川岳彦
- 編集：難波智佳子
- 制作担当：佃謙介
- スタントコーディネート：出口正義
- 肌絵師：田中光司
- 監督助手：杉岡知哉、三浦聖樹
- ヘアメイク：唐沢知子
- 衣装：杉本京加
- スチール：コイケタカ、前田恵、松山陽子
- 演技事務：菊池香理
- 製作進行：中島裕作
- 衣装協力：LAGUST、WILD PARTY、KINJI Used clothing、RHYDEAL
- 制作協力：T-REX FILM
- 企画：WalaU
- 制作：楽映舎
- 配給：AMGエンタテインメント
- 製作：AMGエンタテインメント、メディアファクトリー

### ガチバン スプレマシー
2013年4月13日劇場公開。佐野和真、窪田正孝W主演。監督:元木隆史。
衣笠高校の番長・森紋児（佐野和真）は、いまだ跡目が見つからず、留年2年目になっても後継者を探すためケンカに明け暮れていた。一方、社会人になっていた黒永勇人（窪田正孝）は、学のなさが災いして仕事でミスばかり。上司に罵倒された挙句にクビになり、これまでのケンカばかりの人生に限界を感じた勇人は、生まれて初めて勉強に励むようになるが……。
出演
- 森紋児：佐野和真
- 黒永勇人：窪田正孝
- 吉田義男：鈴之助
- 加藤諒
- 鈴木身来
- 樋口夢祈
- 北畠康介：一ノ瀬ワタル
- 五十嵐麻朝
- 伊藤梨沙子

スタッフ
- 監督・編集：元木隆史
- 製作：永森裕二、松本浩
- 企画：前田茂司
- プロデューサー：飯塚達介、中山卓也、木之内安代、小松俊喜、向井達矢
- ラインプロデューサー：坂井正徳
- 脚本：イケタニマサオ
- 撮影：神田創
- 照明：藤森玄一郎
- 美術：中谷暢宏
- 録音：長島慎介
- 整音：増田英己
- 音響効果：赤澤勇二
- 音楽：鷹尾勇樹
- 助監督：明山智
- 制作担当：中村元
- スタントコーディネート：高槻祐士、森崎えいじ
- 監督助手：岡元太
- ヘアメイク：唐沢知子
- スタイリスト：杉本京加
- スチール：前田恵
- キャスティング：菊池香里
- スタジオエンジニア：小西真之
- 制作主任：三浦義信
- 制作進行：藤本啓之
- 制作デスク：小林有希
- 仕上げ担当：難波智佳子、堀善介
- 衣装協力：KINJI Used clothing、LAGUST、WILD PARTY、学生ショップ一番街
- 制作協力：T-REX FILM
- 企画：WalaU
- 制作：楽映舎
- 配給：AMGエンタテインメント
- 製作：AMGエンタテインメント、メディアファクトリー

### ガチバン スプレマシー2
2013年5月18日劇場公開。佐野和真、荒井敦史W主演。監督:元木隆史。
オラオラ系カリスマモデルで闇金の取り立て屋だった紅井レオ（荒井敦史）は、組織から裏切られ、今は無職で一文無しの生活を送っていた。そんなレオの前に、生活保護不正受給中の父親が現れ、教育支援費目当てにレオに高校入学を勧める。嫌々ながらも定時制の衣笠高校に通いはじめたレオは、留年を繰り返し高校3年生を3年目という最強番長・森紋児（佐野和真）と出会い……。
出演
- 森紋児：佐野和真
- 紅井レオ：荒井敦史
- 加藤諒
- 上鶴徹
- 伊藤梨沙子
- 鈴木身来
- 樋口夢祈
- ウダタカキ
- 川崎心愛：佐藤永典

スタッフ
- 監督・編集：元木隆史
- 製作：永森裕二、松本浩
- 企画：前田茂司
- プロデューサー：飯塚達介、中山卓也、木之内安代、小松俊喜、向井達矢
- ラインプロデューサー：坂井正徳
- 脚本：イケタニマサオ
- 撮影：神田創
- 照明：藤森玄一郎
- 美術：中谷暢宏
- 録音：長島慎介
- 整音：増田英己
- 音響効果：赤澤勇二
- 音楽：鷹尾勇樹
- 助監督：明山智
- 制作担当：中村元
- スタントコーディネート：高槻祐士、森崎えいじ
- 監督助手：岡元太
- メイク：唐沢知子
- スタイリスト：杉本京加
- スチール：前田恵
- キャスティング：菊池香里
- スタジオエンジニア：小西真之
- 制作主任：三浦義信
- 制作進行：藤本啓之
- 制作デスク：小林有希
- 仕上げ担当：難波智佳子、堀善介
- 衣装協力：KINJI Used clothing、LAGUST、WILD PARTY、学生ショップ一番街
- 制作：楽映舎
- 配給：AMGエンタテインメント
- 製作：AMGエンタテインメント、メディアファクトリー

### ガチバン エクスペンデット
2013年10月19日劇場公開。佐野和真主演。監督:元木隆史。
かつての仲間で今は津野和田組の構成員になっている中島に誘われ、東京にやってきた紋児（佐野和真）は、中島が先輩組員 ヒロシ（仁科克基）からひどいシバキを受けているのを見かねて助けに入るが、誤ってヒロシを刺してしまう。ヒロシは津野和田組組長の実子で、紋児は落とし前として生き埋め必至という危機的状況に陥る。しかし、番長であることに誇りを持ち、二十歳になっても学ランを着続けている紋児に感銘を受けた津野和田組組員 京平（遠藤雄弥）が助けの手を差し伸べる。
出演
- 森紋児：佐野和真
- 津野和田組組員 佐竹京平：遠藤雄弥
- みゆき：近野成美
- 津野和田組組員構成員 中島：加藤翔
- 生島勇輝
- 佐野泰臣
- 津野和田組組員：増本庄一郎
- ヒロシ：仁科克基

スタッフ
- 監督・編集：元木隆史
- 製作：永森裕二
- 企画：前田茂司
- プロデューサー：飯塚達介、向井達矢
- ラインプロデューサー：坂井正徳
- キャスティングディレクター：久保田隆久
- 脚本：イケタニマサオ
- 撮影：下元哲
- 照明：代田橋男
- 録音：沼田和夫
- 美術：中谷暢宏
- スタイリスト：杉本京加
- ヘアメイク：大宅理絵
- 音響効果：中村翼
- 音楽：鷹尾勇樹
- スタントコーディネート：辻井啓伺
- 助監督：末永賢
- 制作担当：村山大輔
- 監督助手：長谷川卓也
- スチール：コイケタカ
- 制作デスク：小林有希
- 制作進行：松山和寿
- 衣装協力：KINJI Used clothing、学生ショップ一番街、ヤンキー御用達プロス通販
- 制作：ステアウェイ
- 配給：AMGエンタテインメント
- 製作：AMGエンタテインメント

### ガチバンZ 代理戦争
2013年11月9日劇場公開。柾木玲弥主演。監督:元木隆史。
三代目番長・森紋児が全国制覇の遠征に出て不在の衣笠高校に、北関東愚連隊「飛羅睨悪（ピラニア）」の狂犬と恐れられる渋若剛毅（柾木玲弥）が現れ、手当たりしだいに暴れまわる。残っていた不良たちは喧嘩も知らないゆとりヤンキーばかりで、今の衣笠高校に剛毅の暴走を止めることができるヤンキーはいなかった。困り果てた後輩たちが伝説のヤンキー軍団につながる電話番号を見つけて助けを求めると、自称・幻の二代目番長という出口大河（松浦祐也）がやってくる。同時に剛毅を追いかけてきた初代飛羅睨悪総長・天野光圀（やべきょうすけ）も現れ、もう1人の狂犬・黒永勇人を呼びだそうとするが……。
出演
- 渋若剛毅：柾木玲弥
- 吉田義男：鈴之助
- 天野光圀：やべきょうすけ
- 出口大河：松浦祐也
- 加藤諒
- 上鶴徹

スタッフ
- 監督・編集：元木隆史
- 製作：永森裕二
- 企画：前田茂司
- プロデューサー：飯塚達介、向井達矢
- ラインプロデューサー：坂井正徳
- キャスティングディレクター：久保田隆久
- 脚本：イケタニマサオ
- 撮影：下元哲
- 照明：代田橋男
- 録音：沼田和夫
- 美術：中谷暢宏
- スタイリスト：杉本京加
- ヘアメイク：大宅理絵
- 音響効果：赤澤勇二
- 音楽：鷹尾勇樹
- スタントコーディネート：辻井啓伺
- 助監督：末永賢
- 制作担当：村山大輔
- 監督助手：長谷川卓也
- スチール：コイケタカ
- 制作デスク：小林有希
- 制作進行：松山和寿
- エンディングテーマ「City Lights」MiRiO featuring GOICHI 作詞：MiRiO,GOICHI 作曲：GOICHI
- 衣装協力：KINJI Used clothing、学生ショップ一番街、ヤンキー御用達プロス通販
- 制作：ステアウェイ
- 配給：AMGエンタテインメント
- 製作：AMGエンタテインメント

### ガチバン クロニクル
2014年3月22日劇場公開。佐野和真、窪田正孝、荒井敦史トリプル主演。監督:元木隆史。
佐竹京平との死闘を終えたばかりの森紋児（佐野和真）が衣笠高校に戻ってくるが、紋児が不在の間に、飛羅睨悪（ピラニア）の狂犬・渋若剛毅によって、衣笠のヤンキーたちは打ちのめされていた。後輩たちの不甲斐なさに憤りを覚える紋児だったが、そんな時、謎のヤンキー専用動画投稿サイト「FUCK BOOK」を通して、衣笠高校の汚名が広められていることを知る。紋児は、定時制に通う猛毒ヤンキーの紅井レオ（荒井敦史）らとともに衣笠の名誉を回復するプロモーションビデオの制作に乗り出すが、そこへ流浪のヤンキー・黒永勇人（窪田正孝）が現れ、事態は思わぬ方向へと進んでいく……。
出演
- 森紋児：佐野和真
- 黒永勇人：窪田正孝
- 紅井レオ：荒井敦史
- 上鶴徹
- 鈴木身来
- 草野イニ
- 松岡佑季
- ライデン山本：一ノ瀬ワタル

スタッフ
- 監督・編集：元木隆史
- 製作：永森裕二、松本浩
- 企画：前田茂司
- プロデューサー：飯塚達介、向井達矢、中山卓也、木之内安代
- 脚本：イケタニマサオ
- 撮影：神田創
- 照明：白石成一
- 美術：中谷暢宏
- 録音：永口靖
- 音響効果：西條博介
- 音楽：鷹尾勇樹
- ヘアメイク：片山昌子
- スタイリスト：杉本京加
- 助監督：杉岡知哉
- 制作担当：尾関玄、泉知良
- スタントコーディネート：辻井啓伺、森崎えいじ
- ダンス振り付け：花雅里
- 監督助手：安川徳寛
- スチール：中居挙子
- 肌絵師：田中光司
- ポスプロ担当：難波智佳子
- 制作進行：藤本啓之
- 制作デスク：小林有希
- 衣装協力：KINJI Used clothing、学生ショップ一番街、WILD PARTY、LAGUST
- 制作：ステアウェイ
- 配給：AMGエンタテインメント
- 製作：AMGエンタテインメント、KADOKAWA

### ガチバン ULTRA MAX
2014年4月12日劇場公開。窪田正孝主演。監督:元木隆史。
場末のスナックで用心棒として働いていた黒永勇人（窪田正孝）は、スナックに遊びにきた大山彦組組長（野口雅弘）に気に入られるが、大山彦組構成員・安藤忠臣（山田裕貴）はそれが気に入らず、勇人と忠臣は事あるごとにいがみ合うようになっていた。そんな中、勇人は、先輩の吉田義男（鈴之助）を通じて知り合ったザビエル女学院中学に通う星良（永野芽郁）と距離を縮めていくが……。
出演
- 黒永勇人：窪田正孝
- 吉田義男：鈴之助
- 星良：永野芽郁
- 大山彦組組長：野口雅弘
- 大山彦組組員 ニシグチ：山口祥行
- 大山彦組構成員 安藤忠臣：山田裕貴

スタッフ
- 監督・編集：元木隆史
- 製作：永森裕二、松本浩
- 企画：前田茂司
- プロデューサー：飯塚達介、向井達矢、中山卓也、木之内安代
- 脚本：イケタニマサオ
- 撮影：神田創
- 照明：白石成一
- 美術：中谷暢宏
- 録音：永口靖
- 音響効果：西條博介
- 音楽：鷹尾勇樹
- ヘアメイク：片山昌子
- スタイリスト：杉本京加
- 助監督：杉岡知哉
- 制作担当：尾関玄、泉知良
- スタントコーディネート：辻井啓伺、森崎えいじ
- ガンエフェクト：遊佐和幸、会田文彦
- 監督助手：安川徳寛
- スチール：中居挙子、高橋卓也
- 肌絵師：田中光司
- ポスプロ担当：難波智佳子
- 制作進行：藤本啓之
- 制作デスク：小林有希
- 衣装協力：KINJI Used clothing、学生ショップ一番街、WILD PARTY、LAGUST
- 制作：ステアウェイ
- 配給：AMGエンタテインメント
- 製作：AMGエンタテインメント、KADOKAWA

### ガチバン NEW GENERATION
2015年1月31日劇場公開。陳内将主演。監督:元木隆史。
大友斗氣雄（陳内将）は西川口出身の埼京線系金髪ヤンキー、ちなみに童貞。喧嘩は無敵じゃないが根っからの負けず嫌い。そんな斗氣雄が一念発起、一旗揚げて、金をつかんで、童貞捨てようとやって来たのは、彼にとっては都会の池袋。手っ取り早く、ラブホの清掃員のバイトについた斗氣雄だが、そこはやはりヤクザな世界。清掃員の仕事もそこそこに、危ない仕事を押し付けられる。
出演
- 大友斗氣雄：陳内将
- 馬場：大悟
- ラブホテル店長 ヤナイ：岩井ジョニ男
- リキ：小手山雅
- 客：日向丈
- 相田充：多和田秀弥
- ジミー：米原幸佑

スタッフ
- 監督：元木隆史
- 製作：永森裕二
- 企画：前田茂司
- プロデューサー：飯塚達介、向井達矢、山村淳史
- キャスティングプロデューサー：久保田隆久
- 脚本：イケタニマサオ
- 撮影：神田創
- 照明：丸山和志
- 美術：中谷暢宏
- 録音：渡辺丈彦
- 音響効果：西條博介
- 音楽：鷹尾勇樹
- 制作担当：南雅史
- 助監督：杉岡知哉
- スタントコーディネート：出口正義
- 監督助手：高橋りか
- ヘアメイク：綿屋紀子
- 衣裳：杉本京加
- スチール：コイケタカ、池永一之
- 制作主任：中村元
- 衣装協力：KINJI、LAGUST、MANIERAWILD PARTY
- 制作協力：T-REX FILM
- 制作：ラインバック
- 配給：AMGエンタテインメント
- 製作：AMGエンタテインメント

### ガチバン NEW GENERATION2
2015年2月14日劇場公開。陳内将主演。監督:元木隆史。
池袋の騒動から北戸田に逃げ帰った斗氣雄（陳内将）。しかし、893な世界はそう簡単に見逃してはくれなかった。馬場のしのぎを壊滅させた斗氣雄を執拗に追いかける馬場（大悟）。脅され、池袋に舞い戻った斗氣雄に待っていたのは、中国人の風俗女への日本語教育。覚えの悪い女たちにヤンキー用語を教えまくる。そしてそこには昔世話になった先輩の忠臣が仕切っていた。ヤクザになった忠臣は斗氣雄にもヤクザになれと誘うが、斗氣雄はにべもなく断る。そんな時、斗氣雄の甘さから中国女が逃げ出す事態に。落とし前をつけなければならなくなった斗氣雄に待っていたのは……。
出演
- 大友斗氣雄：陳内将
- 馬場：大悟
- 蝶開花：尾花貴絵
- 楊：チェン・チュー
- 大山彦組臣籐興業組員 清水次郎：大賀太郎
- 大山彦組若頭補佐 臣籐興業組長 安藤忠臣：山田裕貴
- 川中島組：小沢和義 ※友情出演

スタッフ
- 監督：元木隆史
- 製作：永森裕二
- 企画：前田茂司
- プロデューサー：飯塚達介、向井達矢、山村淳史
- キャスティングプロデューサー：久保田隆久
- 脚本：イケタニマサオ
- 撮影：神田創
- 照明：丸山和志
- 美術：中谷暢宏
- 録音：渡辺丈彦
- 音響効果：西條博介
- 音楽：鷹尾勇樹
- 制作担当：南雅史
- 助監督：杉岡知哉
- スタントコーディネート：出口正義
- 監督助手：高橋りか
- ヘアメイク：綿屋紀子
- 衣裳：杉本京加
- スチール：コイケタカ、池永一之
- 制作主任：中村元
- 衣装協力：KINJI、LAGUST、MANIERA、WILD PARTY
- 制作協力：T-REX FILM
- 制作：ラインバック
- 配給：AMGエンタテインメント
- 製作：AMGエンタテインメント

## 派生作品

### 『闇金ドッグス』シリーズ
|    | タイトル      | 主演     | 監督       | 劇場公開日     | リリース      |
| -- | ------------- | -------- | ---------- | -------------- | ------------- |
| 1  | 闇金ドッグス  | 山田裕貴 | 土屋哲彦   | 2015年8月1日   |               |
| 2  | 闇金ドッグス2 | 山田裕貴 | 土屋哲彦   | 2016年4月9日   |               |
| 3  | 闇金ドッグス3 | 青木玄徳 | 土屋哲彦   | 2016年5月21日  |               |
| 4  | 闇金ドッグス4 | 山田裕貴 | 元木隆史   | 2016年12月10日 |               |
| 5  | 闇金ドッグス5 | 青木玄徳 | 元木隆史   | 2017年1月14日  |               |
| 6  | 闇金ドッグス6 | 山田裕貴 | 元木隆史   | 2017年8月5日   |               |
| 7  | 闇金ドッグス7 | 青木玄徳 | 元木隆史   | 2017年9月2日   |               |
| 8  | 闇金ドッグス8 | 山田裕貴 | 元木隆史   | 2018年4月14日  |               |
| 9  | 闇金ドッグス9 | 青木玄徳 | 元木隆史   | 2018年5月19日  | 2018年7月25日 |
| 10 | 闇金ドッグスX | 佳久創   | 西海謙一郎 | -              | 2024年8月10日 |

#### 闇金ドッグス
2015年8月1日劇場公開。監督:土屋哲彦。
安藤忠臣（山田裕貴）は罠にはめられヤクザから足を洗い、懇意にしていた闇金屋（高岡奏輔）に背負わされた借金を元手に闇金屋を始める。
出演
- 大山彦組系御獅子塚興業組長 安藤忠臣（『ガチバン ULTRA MAX』/『ガチバン NEW GENERATION2』より）：山田裕貴
- 闇金「サンキュークレジット」 小中高志：高岡奏輔
- 芸能プロダクション社長 沢村清志：津田寛治
- 日向良夫（ヲタク）：古澤裕介
- 地下アイドルユニット「けろリズム」姫野えりな：冨手麻妙
- 地下アイドルユニット「けろリズム」松本舞香：紗綾
- 清水次郎の部下：龍坐
- 清水次郎（『ガチバン NEW GENERATION2』より）：大賀太郎
- 須藤司（ホスト）：青木玄徳
- 大阪のヤクザ：市オオミヤ
- 良夫の母：稲川実代子

スタッフ
- 製作：永森裕二、菅原洋介
- プロデューサー：飯塚達介、川﨑庸史、向井達矢
- ラインプロデューサー：尾関玄
- キャスティングプロデューサー：星久美子
- 脚本：池谷雅夫
- 音楽監督：遠藤浩二
- 撮影：吉田淳志
- 照明：藤田貴路
- 美術：中谷暢宏
- 録音：鈴木健太郎
- 衣装：杉本京加
- ヘアメイク：片山昌子
- 音響効果：丹雄二
- 制作担当：今井尚道
- 監督助手：畑井雄介、上倉健太
- スチール：河内純子
- カラリスト：池本富美枝
- 本編集：小島伸夫、広浦直人
- 実景撮影：丸山拓之
- 制作進行：藤本啓之
- 振り付け：Yumiko
- オタ芸指導：六川裕史
- 挿入曲：恋するパッションフルーツ」ケロリズム 作詞：池谷雅夫　作曲：kero kero k
- 企画・配給：AMGエンタテインメント
- 制作：ラインバック
- 製作：AMGエンタテインメント、JVCケンウッド・ビクターエンタテインメント

#### 闇金ドッグス2
2016年4月9日劇場公開。監督:土屋哲彦。
安藤（山田裕貴）は、闇金の回収バイトをしていた元ホストの須藤（青木玄徳）を雇い闇金稼業を続ける。恋人の手術費用として200万円が必要だという債務者の岡林（黒田大輔）のために追加融資を用立てるが、これまで真面目に返済していた岡林は資金繰りがうまくいかずに行方をくらましてしまう。
出演
- 闇金融「ラストファイナンス」安藤忠臣：山田裕貴
- 須藤司：青木玄徳
- ボブ鈴木
- 岡林幸男（店長）：黒田大輔
- ナナエ：菅野莉央
- 大山彦組事務局長 久保英二：谷田歩
- 別所：十貫寺梅軒
- 闇金融「ひまわり金融」塩田丸雄：波岡一喜
- 塩田の部下：北代高士
- スナック「美美ViVi」ママ 石川アザミ：伊藤裕子

スタッフ
- 監督:土屋哲彦
- 製作：永森裕二、菅原洋介
- プロデューサー：飯塚達介、川﨑庸史、向井達矢
- キャスティングプロデューサー：星久美子
- 脚本：池谷雅夫
- ラインプロデューサー：泉知良
- 音楽監督：遠藤浩二
- 撮影：吉田淳志
- 照明：本間光平
- 美術：山下修侍
- 録音：高島良太
- 助監督：冨田大策
- 制作担当：鎌田賢一
- アシスタントプロデューサー：見戸夏美
- 衣装：杉本京加
- ヘアメイク：唐澤知子
- 編集：畑井雄介
- 本編集：伊藤瑞希・中島雄介・川崎未来
- カラリスト：稲川実希
- 音響効果：丹愛
- 整音：永口靖
- 音楽プロデューサー：田口大善
- 音楽：RNST（Gt＆Vo.陽/Gt.宇宙/Ba.Sanson）
- スチール：河内純子
- 監督助手：満岡克弥
- 企画・配給：AMGエンタテインメント
- 制作協力：ellroy
- 制作プロダクション：ラインバック
- 製作：AMGエンタテインメント、JVCケンウッド・ビクターエンタテインメント

#### 闇金ドッグス3
2016年5月21日劇場公開。監督:土屋哲彦。
元ホストの須藤（青木玄徳）は、忠臣の闇金融「ラストファイナンス」で得意分野を生かして次々に女の債務者を増やしていた。そんな須藤の前に、夢をあきらめきれずに路上ライブ活動を続けている元・地下アイドルのえりな（冨手麻妙）が現れる。えりなは自身の芸能活動に出資しないかと須藤にもちかける。
出演
- 須藤司：青木玄徳
- 田中聖子（ツバキの母）：MEGUMI
- 姫野えりな（元・地下アイドル）：冨手麻妙
- 「Sawamura Factory」社員 森（ツバキのマネージャー）：松林慎司
- 「ナオンDEロックフェス」実行委員長 クリス青西：内田滋
- CMディレクター：山崎直樹
- 闇金融「ラストファイナンス」安藤忠臣：山田裕貴
- 闇金融「ひまわり金融」塩田丸雄：波岡一喜
- 芸能プロダクション「Sawamura Factory」社長 沢村清志：津田寛治

キャスト
- 監督：土屋哲彦
- 製作：永森裕二、菅原洋介
- プロデューサー：飯塚達介、川﨑庸史、向井達矢
- キャスティングプロデューサー：星久美子
- 脚本：池谷雅夫
- ラインプロデューサー：泉知良
- 撮影：吉田淳志
- 照明：本間光平
- 美術：山下修侍
- 録音：高島良太
- 助監督：冨田大策
- 制作担当：鎌田賢一
- アシスタントプロデューサー：見戸夏美
- 衣装：杉本京加
- ヘアメイク：唐澤知子
- 編集：畑井雄介
- 本編集：伊藤瑞希・中島雄介
- カラリスト：稲川実希
- 音響効果：丹愛
- 整音：永口靖
- 音楽プロデューサー：田口大善
- 音楽：RNST（Gt＆Vo.陽/Gt.宇宙/Ba.Sanson）
- 劇中歌：「星屑リフレクション」作詞：池谷雅夫
- 作曲・編曲：平沢敦士
- スチール：河内純子
- 監督助手：満岡克弥
- 音楽監督：遠藤浩二
- 企画・配給：AMGエンタテインメント
- 制作プロダクション：ラインバック
- 製作：AMGエンタテインメント、JVCケンウッド・ビクターエンタテインメント

#### 闇金ドッグス4
2016年12月10日劇場公開。監督:元木隆史。
ラストファイナンスは事務所を引っ越した。忠臣（山田裕貴）のヤクザ時代の大兄貴分・豊田一樹（升毅）は、ヤクザの世界から足を洗いカタギになろうと決意するが、元ヤクザへの厳しい世間の風当たりを感じていた。喫茶店の店員・元子（高橋ユウ）は、そんな豊田が慣れない履歴書を書きながら就職先を探す姿を微笑ましく見守っていたが……。
出演
- 安藤忠臣：山田裕貴
- 豊田一樹：升毅
- 那須元子（喫茶店の店員）：高橋ユウ
- 社長：坂田聡
- 石松：ジェントル
- 村木：瑛蓮
- イクラ：百瀬朔
- ジョン・キヴィマキー：副島淳
- 塚西五郎：木村祐一
- 須藤司：青木玄徳

キャスト
- 監督：元木隆史
- 製作：永森裕二、菅原洋介
- プロデューサー：飯塚達介、川嵜庸史、向井達矢、山村淳史
- キャスティングプロデューサー：久保田隆久
- 脚本：池谷雅夫
- 音楽：福廣秀一朗
- 撮影：神田創
- 照明：丸山和志
- 録音：丹雄二
- デザイン：小谷恵
- 衣装：杉本京加
- メイク：唐澤知子
- 助監督：戸崎隆司
- 制作担当：南雅史
- 音響効果：丹愛
- 編集：難波智佳子
- 装飾・持ち道具：山下正美
- スチール：齋藤真理・高橋まゆみ
- 制作主任：浜潟尚
- 制作協力：T-REX FILM
- 制作プロダクション：ラインバック
- 企画・配給：AMGエンタテインメント
- 製作：AMGエンタテインメント、JVCケンウッド・ビクターエンタテインメント

#### 闇金ドッグス5
2017年1月14日劇場公開。監督:元木隆史。
戸籍上での結婚と離婚を繰り返し、街金から金をだまし取る日々を送っている司（青木玄徳）の元に、ローン会社からの電話が入った。戸籍上の妻が借金を踏み倒して逃げたため、夫の司に支払い義務があるという。困り果てた司は安藤（山田裕貴）に助けを求める。
出演
- 須藤司：青木玄徳
- 沼岸光夫：菅原大吉
- 光夫の母：美谷和枝
- ツバキハラまなみ：牧野ステテコ
- 安本康之（役所福祉課職員）：蒲生純一
- ジョン・キヴィマキー：副島淳
- 五条礼：荒木宏文
- 安藤忠臣：山田裕貴

スタッフ
- 監督：元木隆史
- 製作：永森裕二、菅原洋介
- プロデューサー：飯塚達介、川嵜庸史、向井達矢、山村淳史
- キャスティングプロデューサー：久保田隆久
- 脚本：池谷雅夫
- 音楽：福廣秀一朗
- 撮影：神田創
- 照明：丸山和志
- 録音：丹雄二
- デザイン：小谷恵
- 衣装：杉本京加
- メイク：唐澤知子
- 助監督：戸崎隆司
- 制作担当：南雅史
- 音響効果：丹愛
- ポスプロ担当：難波智佳子
- 装飾・持ち道具：山下正美
- スチール：齋藤真理・高橋まゆみ
- 制作主任：浜潟尚
- 制作協力：T-REX FILM
- 制作プロダクション：ラインバック
- 企画・配給：AMGエンタテインメント
- 製作：AMGエンタテインメント、JVCケンウッド・ビクターエンタテインメント

#### 闇金ドッグス6
2017年8月5日劇場公開。監督:元木隆史。
債権ブローカーから400万円で買いとった焦げ付いた債券で、安藤（山田裕貴）は1000万円は引っ張れると踏んでいた。そんな折、安藤の前に10年以上前に別れた恋人の未奈美（西原亜希）が現れる。
出演
- 「ラストファイナンス」安藤忠臣：山田裕貴
- 未奈美：西原亜希
- フンドシックス代表 伊良部慎太郎：長谷川忍
- サオトメ（債権ブローカー）：山本竜二
- イリエ：吉岡そんれい
- 「イージーカンパニー」荻野良一：堀部圭亮
- 「ウィーメンダイヤル」須藤司：青木玄徳

スタッフ
- 監督：元木隆史
- 製作：永森裕二、菅原洋介
- プロデューサー：飯塚達介、川嵜庸史、向井達矢、山村淳史
- キャスティングプロデューサー：久保田隆久
- 脚本：池谷雅夫
- 音楽：前山宏彰
- 撮影：栗田東治郎
- 照明：稲葉俊光
- 録音：丹愛
- 美術：中谷暢宏
- 衣装：杉本京加
- メイク：唐澤知子
- 肌絵師：田中光司
- 助監督：安川徳寛
- 制作担当：南雅史
- 編集：大畑創
- 音響効果：丹雄二
- スチール　スズキシンノスケ
- 制作主任：真山俊作
- 制作進行　大山奏耶
- 制作協力：T-REX FILM
- 制作プロダクション：ラインバック
- 企画・配給：AMGエンタテインメント
- 製作：AMGエンタテインメント、JVCケンウッド・ビクターエンタテインメント

#### 闇金ドッグス7
2017年9月2日劇場公開。監督:元木隆史。
数万円の借金で追い詰めたせいで債務者が老いた母と無理心中してしまったことから、司（青木玄徳）は闇金という仕事に嫌気がさしていた。きっぱりと闇金稼業から足を洗い、場末のキャバクラでボーイとして働き始め、店のナンバーワンホステスであるエマ（逢沢りな）との距離を縮めていく。
出演
- 須藤司（キャバクラのボーイ）：青木玄徳
- 石垣エマ（キャバクラNo1ホステス）：逢沢りな
- セコ（ラストファイナンスの客）：加藤歩
- 加藤先生（司の小学生時代の担任）：藤田記子
- リョウジ（司の後輩）：前山剛久
- キャバクラの店長：ムートン伊藤
- 奨学金の取り立て：佐藤貢三
- 「ラストファイナンス」安藤忠臣：山田裕貴

スタッフ
- 監督：元木隆史
- 製作：永森裕二、菅原洋介
- プロデューサー：飯塚達介、川嵜庸史、向井達矢、山村淳史
- キャスティングプロデューサー：久保田隆久
- 脚本：池谷雅夫
- 音楽：前山宏彰
- 撮影：栗田東治郎
- 照明：稲葉俊光
- 録音：丹愛
- 美術：中谷暢宏
- 衣装：杉本京加
- メイク：唐澤知子
- 助監督：安川徳寛
- 制作担当：南雅史
- 音響効果：丹雄二
- スチール：スズキシンノスケ
- 制作主任：真山俊作
- 制作進行：大山奏耶
- 編集応援：大畑創
- 制作協力：T-REX FILM
- 制作プロダクション：ラインバック
- 企画・配給：AMGエンタテインメント
- 製作：AMGエンタテインメント、JVCケンウッド・ビクターエンタテインメント

#### 闇金ドッグス8
2018年4月14日劇場公開。監督:元木隆史。
ラストファイナンスは事務所を引っ越した。闇金の常連客である湯澤賢一（仁科貴）は生活保護費のほとんどをパチンコなどで散財し、困れば借金をするという生活を繰り返していた。そんな湯澤の息子・章太郎（タモト清嵐）はシルバー人材派遣会社の役員としてまじめに働いていたが、仕事のストレスで脳卒中を起こし、こん睡状態となってしまう。
出演
- 「ラストファイナンス」安藤忠臣：山田裕貴
- 湯澤賢一（ラストファイナンスの客）：仁科貴
- 「ガッツ!シルバー人材派遣会社」営業 湯澤章太郎（賢一の息子）：タモト清嵐
- 湯澤佳代子（賢一の妻）：結城さなえ
- 湯澤美穂（賢一の娘）：佐藤日向
- 佐竹伴造（大工）：小倉久寛
- 財団法人 針園考古学研究所：森羅万象
- 須藤司：青木玄徳

スタッフ
- 監督：元木隆史
- 製作：永森裕二、菅原洋介
- プロデューサー：飯塚達介、川嵜庸史、向井達矢、山村淳史
- キャスティングプロデューサー：久保田隆久
- アソシエイトプロデューサー：尾関玄
- 脚本：池谷雅夫
- 音楽：GDXakaSHU
- 撮影：栗田東治郎
- 照明：日下部文哉
- 録音：沼田和夫
- 美術：石毛朗
- 衣装：杉本京加
- ヘアメイク：唐澤知子
- 助監督：佃謙介
- 制作担当：南雅史
- ポスプロ担当：難波智佳子
- 音響効果：丹雄二
- 監督助手：安川徳寛
- スチール：石川登栂子
- 特機：山本康平
- 制作進行：大川奏耶
- 制作協力：T-REX FILM
- 制作プロダクション：ラインバック
- 企画・配給：AMGエンタテインメント
- 製作：AMGエンタテインメント、JVCケンウッド・ビクターエンタテインメント

#### 闇金ドッグス9
2018年7月25日 DVD発売（当初劇場公開予定だったが中止となった）。監督:元木隆史。
女の扱いに自信がある司（青木玄徳）は、女性専用の金融システム「ウィーメンダイヤル」で順調に債務者を増やしていた。次々と現れる女たちに司は気前よく金を貸すが、実態はデリヘルを仕切るヤクザの矢作（長村航希）が上納金に困った挙句、デリヘル嬢たちに素性を隠させて「ウィーメンダイヤル」で金を借りさせていただけだったため、回収に苦戦することとなる。
出演
- 「ウィーメンダイヤル」須藤司：青木玄徳
- 亀鶴田興業 矢作まもる：長村航希
- 童組 亀鶴田興業若頭 陣内弘樹：野中隆光
- 間宮マミー（デリヘル嬢）：龍野りな
- 童組 亀鶴田興業組長 武田玄：ダンカン
- 大山彦組系 南天龍組若頭 清水次郎（陣内の兄弟分）：大賀太郎
- 四本松組組長 柳生タツヤ：森里一大
- クマタマ組若頭 オカダヨシカズ：鈴木隆仁
- 「ラストファイナンス」安藤忠臣：山田裕貴

スタッフ
- 監督：元木隆史
- 製作：永森裕二、菅原洋介
- プロデューサー：飯塚達介、川嵜庸史、向井達矢、山村淳史
- キャスティングプロデューサー：久保田隆久
- アソシエイトプロデューサー：尾関玄
- 脚本：池谷雅夫
- 音楽：GDXakaSHU
- 撮影：栗田東治郎
- 照明：日下部文哉
- 録音：沼田和夫
- 美術：石毛朗
- 衣装：杉本京加
- ヘアメイク：唐澤知子
- 助監督：佃謙介
- 制作担当：南雅史
- 編集：難波智佳子
- 音響効果：丹雄二
- 監督助手：安川徳寛
- スチール：石川登栂子
- 特機：山本康平
- 制作進行：大川奏耶
- 制作協力：T-REX FILM
- 制作プロダクション：ラインバック
- 企画・配給：AMGエンタテインメント
- 製作：AMGエンタテインメント、JVCケンウッド・ビクターエンタテインメント

### 『我妻アベル』シリーズ
|   | タイトル                  | 主演             | 監督       | 劇場公開日     | リリース |
| - | ------------------------- | ---------------- | ---------- | -------------- | -------- |
| 1 | ボーダーライン            | 藤田玲           | 渡辺武     | 2017年12月16日 |          |
| 2 | ダブルドライブ 〜狼の掟〜 | 藤田玲           | 元木隆史   | 2018年8月25日  |          |
| 3 | ダブルドライブ 〜龍の絆〜 | 佐藤流司         | 元木隆史   | 2018年9月22日  |          |
| 4 | アウトロダブル            | 藤田玲・佐藤流司 | 西海謙一郎 | 2022年9月2日   |          |

#### ボーダーライン
2017年12月16日劇場公開。監督:渡辺武。
『ガチバン』シリーズ、『闇金ドッグス』シリーズが“AMG・アウトロームービー・ユニバース”と命名され、両シリーズに続く第3弾として闇の運び屋“我妻アベル”を主人公に贈るカーアクション・クライム・サスペンス。
自動車整備工場で真面目に働く我妻アベル（藤田玲）だったが、深夜になると修理中の客の車に乗り、元締めである遠藤からの依頼を請け負う闇稼業の運び屋をしていた。そんなある日、ひょんなことからヤクザに追われていた幼なじみの紅井レオ（荒井敦史）と再会するアベルだったが…。
出演
- 我妻アベル：藤田玲
- 紅井レオ（『ガチバン TRIBAL』主人公）：荒井敦史
- ジョン・キヴィマキー（『闇金ドッグス4、5』より）：副島淳
- 長峰健太：西川俊介
- 広澤克己：遠藤要
- 螢雪次朗
- 遠藤：甲本雅裕

スタッフ
- 監督：渡辺武
- 製作：永森裕二、菅原洋介
- プロデューサー：飯塚達介、川嵜庸史、向井達矢、山村淳史
- キャスティングプロデューサー：高田理英子
- 脚本：池谷雅夫
- 音楽：遠藤浩二
- 撮影：栗田東治郎
- 照明：丸山和志
- 録音・音響効果：丹雄二
- 美術：坂本朗
- 衣裳：杉本京加
- ヘアメイク：唐澤知子
- 肌絵師：田中光司
- カースタントドライバー：佐々木雅弘
- アクションコーディネーター：玉寄兼一郎
- 助監督：寺田明人
- 制作担当：南雅史
- 編集：恒川岳彦
- 整音：増田英己
- スタジオエンジニア：湯井浩司
- 仕上げ担当：小嶋透
- 特機：山本康平
- スチール：スズキシンノスケ
- 制作主任：真山俊介
- 制作進行：大川奏耶
- 主題歌：「BORDERLINE -A side-」DUSTZ
  - 作詞：Ray 作曲：Ray/L!TH!UM 編曲：L!TH!UM
- 挿入歌：「Wild Ride」DUSTZ
  - 作詞：Ray 作曲：Ray/L!TH!UM 編曲：L!TH!UM
- 劇用車：2012 TOYOTA86（D2仕様） / 1999 HONDA S2000 / 1968 Ford Mustang GT-390 Fastback / 1973 Chevrolet Corvette Stingray
- 制作協力：T-REX FILM
- 制作プロダクション：ラインバック
- 企画・配給：AMGエンタテインメント
- 製作：「ボーダーライン」製作委員会（AMGエンタテインメント、JVCケンウッド・ビクターエンタテインメント）

#### ダブルドライブ 〜狼の掟〜
2018年8月25日劇場公開。監督:元木隆史。
本作品の前日譚となる『ボーダーライン』の主人公・我妻アベルが再び登場するクライムカーアクション。
家族以上に親しかった仲間たちに非道な仕打ちをしたヤクザの広澤を殺してしまった我妻アベル（藤田玲）は、少年院時代の兄貴分である村上大児のもとを訪れる。村上が率いる愚連隊「サガミ連合」のメンバーである五十嵐純也（佐藤流司）とアベルはともに車好きということで意気投合するが、純也は大麻の取引に失敗し、そのペナルティとして闇金から多額の借金を背負うハメになる。
そして広澤の兄・狂介は、殺された弟の復讐のためアベルの行方を追っていた。
出演
- 我妻アベル：藤田玲
- 中村かなで：小宮有紗
- 村上大児：駒木根隆介
- 陣内弘樹（『闇金ドッグス9』より）：野中隆光
- 広澤狂介：小國彰裕
- 塩田丸雄（『闇金ドッグス2、3』より）：波岡一喜
- 五十嵐純也：佐藤流司

#### ダブルドライブ 〜龍の絆〜
2018年9月22日劇場公開。監督:元木隆史。
五十嵐純也と我妻アベルは純也の実家であるスクラップ工場に戻り、工場でバイトをすることとなった。
しかし、闇金からの借金を抱えている純也（佐藤流司）は高級車を盗み裏社会のルートで盗難車を換金する窃盗ビジネスに手を染めてしまう。ある日、純也は高級車を盗むことに成功するが、そのトランクには手足を縛られた謎の美女・亜梨紗（木﨑ゆりあ）の姿があった。
出演
- 五十嵐純也：佐藤流司
- 彦野亜梨紗：木﨑ゆりあ
- 脇知弘
- 内野智
- 塩田丸雄：波岡一喜
- 我妻アベル：藤田玲

#### アウトロダブル
2022年9月2日劇場公開。監督：西海謙一郎 。
『ボーダーライン』『ダブルドライブ』と続いてきた『我妻アベル』シリーズの最終章。
腐れ縁となり行動を共にしているアベル（藤田玲）と純也（佐藤流司）だったが、愛車を売った金も底をつき、寂れたキナ臭い街に辿り着く。駅前で二人がチンケな商売でジャリ銭を集めていた時に通りかかった、最高にロッキンな男・久保寺（なだぎ武）と出会い運命が転がりだす。
トラブルメーカーの純也のせいで金貸しやヤクザからも狙われるはめになった2人は、久保寺のひとり息子の則夫も巻き込んだ厄介な事態に立ち向かっていく。
出演
- 我妻アベル：藤田玲
- 五十嵐純也：佐藤流司
- 塚本：牧島輝
- 池畑：中村太郎
- 久保寺則夫：高橋怜也
- 藤波（金貸し）：内浦純一
- 星ようこ
- 久保寺：なだぎ武
- 穴熊ダルマ（ケツ持ち）：千原せいじ

スタッフ
- 監督：西海謙一郎
- 主題歌「BOND」藤田玲・佐藤流司

## 漫画
- 飯星シンヤ『闇金ドッグス -STRAY DOGZ-』（2018年、ニチブンコミックス、全2巻）映画「闇金ドッグス」の漫画化